# Făgețelu (okręg Aluta)
Făgețelu – wieś w Rumunii, w okręgu Aluta, w gminie Făgețelu. W 2011 roku liczyła 488 mieszkańców.